# Syrphoctonus asyntactus
Syrphoctonus asyntactus är en stekelart som först beskrevs av Otto Schmiedeknecht 1926.  Syrphoctonus asyntactus ingår i släktet Syrphoctonus och familjen brokparasitsteklar. Inga underarter finns listade i Catalogue of Life.